# PZInż. 152
Der PZInż. 152 war ein polnischer Kettenschlepper aus der Zwischenkriegszeit und wurde nur als Prototyp hergestellt.

## Geschichte
Um die Geschütze der polnischen Armee, mit einem Gewicht bis 5 t, auch in schwerem Gelände ziehen zu können, begann man bei Państwowe Zakłady Inżynierii (kurz PZInż.) mit den Arbeiten an einen neuen Kettenschlepper. Dieser erhielt die interne Bezeichnung PZInż. 152 und orientierte sich an den Teilen des 4TP. Neben dem Ziehen von schweren Geschützen, wollte man auch die älteren Modelle vom Typ C2P und C4P mit der Zeit ersetzten.
Im Herbst 1938 begann die sogenannt Herbstrally 1938, bei der verschiedene Fahrzeug-Prototypen erprobt und getestet wurden. Dabei konnte der PZInż. 152 direkt mit den Radschleppern PZInż. 342 und PZInż. 343 verglichen werden. Dabei waren die Ergebnisse allerdings nicht sehr eindeutig. Während der PZInż. 152 im Gelände hervorragend abschloss, zeigten die Radschlepper auf der Straße deutlich bessere Ergebnisse. Als zur gleichen Zeit die polnische Armee die Produktion des 4TP einstellen wollte, verringerten sich die Chancen zur Nutzung des Vollkettenschlepper erheblich.
Letztendlich entschied man sich gegen den Kettenschlepper, da die Radschlepper in der Herstellung und im Einsatz günstiger waren. Dazu zählten der Verbrauch und der Verschleiß der Komponenten. Auch waren die Ergebnisse auf der Straße wichtiger, da man die Möglichkeit der schnellen Verlegung über größere Strecken bevorzugte. Ein weiterer Punkt, der gegen den Kettenschlepper sprach, war die Nutzung von zivilen Raupenschleppern und Traktoren, wodurch erhebliche Kosten eingespart werden konnten.

## Technische Beschreibung
Angetrieben wurde der Kettenschlepper durch einen Ottomotor vom Typ PZInż. 725. Dieser hatte eine Leistung von 100 PS (73 kW) bei 2.800/min. Das Fahrwerk basierte auf jenem des Aufklärungspanzers der Type 4TP. Es bestand aus jeweils einem vorderen Antriebsrad und einer hinteren Umlenkrolle. Weiterhin gab es auf jeder Seite vier einzelne, gummibereifte Laufräder. Die Räder waren einzeln durch Drehstäbe gefedert und paarweise auf einem Drehgestell mit einer je einer Umlaufrolle aufgehängt. Die Panzerkette bestand jeweils aus 87 Gliedern mit einer Breite von 260 mm. Der Panzer hatte eine Spurweite von 1,80 m.
Anders als beim Aufklärungspanzer hatte das Fahrzeug keine Wanne aus Panzerstahl, sondern einen Aufbau aus gewöhnlichem Stahl. Diese wurden durch Nieten und Schweißnähte verbunden. Der Kraftfahrer befand sich auf der Höhe der Antriebsachse im vorderen Teil des Fahrzeugs und saß mittig. Direkt bei ihm befanden sich die Kupplung und das Achsgetriebe. Um den Fahrer gegen den Fahrtwind zu schützen, gab es eine dreigeteilte Windschutzscheibe. Der mittlere Abschnitt hatte einen Scheibenwischer.
Auf der linken Seite befand sich ein Suchscheinwerfer, welcher identisch zu jenem aus dem C2P beziehungsweise dem Kampfpanzer 7TP war. Zusätzlich gab es links eine Aussparung, um das Einsteigen zu erleichtern. Auf der rechten Seite befand sich der Motor mit dem Antriebssystem, der Kupplung, dem Getriebe und den restlichen Komponenten. Um das Fahrzeug vor der Witterung zu schützen, konnte es mit einer Plane ausgestattet werden.

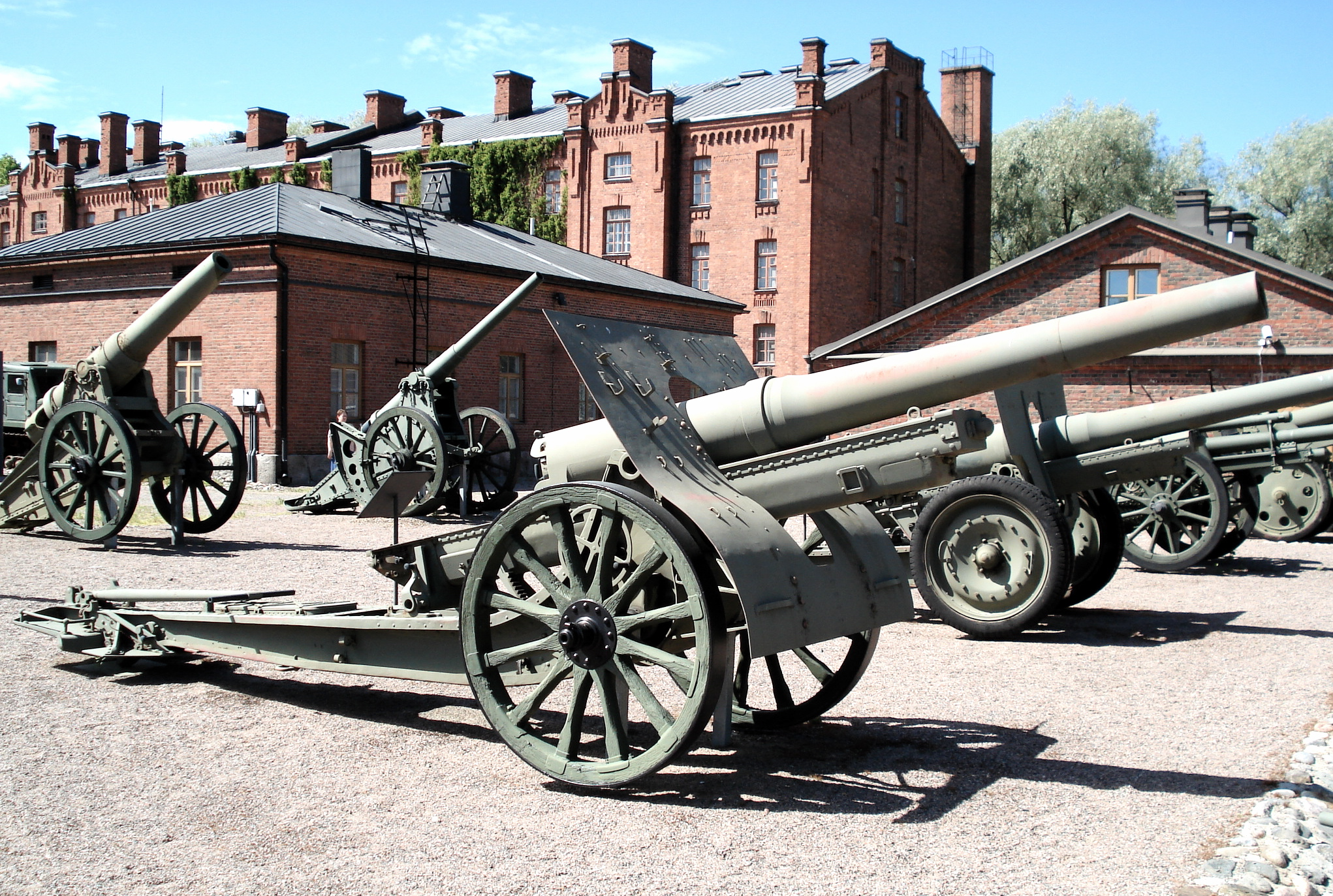
12-cm Kanone wz. 1878/09/31

Das Fahrzeug hatte eine Nutzlast von 500 kg und konnte damit Waffen, Munition und die persönliche Ausrüstung der Besatzung mitführen. Da der Kettenschlepper zum Ziehen von schweren Geschützen ausgelegt war, erhielt er einen Zughaken, der für eine Anhängermasse von bis zu 5 t ausgelegt war. Dazu zählten die 12-cm Kanone wz. 1878/09/31, die 15,5-cm-Haubitze wz. 1917 und alle damaligen Flugabwehrkanonen.

## Einsatz
Zum Einsatz oder zu einer Produktion kam das Fahrzeug nicht, da am 1. September 1939 die Wehrmacht mit dem Einmarsch in Polen begann. Aus diesem Grund konnten weitere Arbeiten am Fahrzeug nicht mehr durchgeführt werden und wurden eingestellt. Der gebaute Prototyp wurde im Stammwerk von Ursus zerstört, damit er nicht in die Hände der Wehrmacht fiel.